# 桶盤嶼
桶盤嶼是澎湖群島的一個島嶼，位於澎湖本島西南方，面積約0.4平方公里，行政區劃屬澎湖縣馬公市桶盤里。在馬公市中心西南方約七公里處，約20分鐘船程。

## 名稱由來
因外型像倒蓋的臉盆，故稱桶盤。是個標準的方山地形。

## 人口
島上人口根據澎湖縣民政局2008年八月統計資料共有355人，均靠交通船與馬公市銜接。而近年來因人口外移嚴重，桶盤國小已於1993年廢校。居民大多以捕魚維生。

## 地形

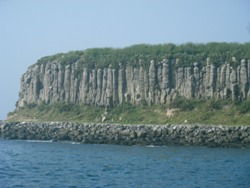
桶盤嶼的玄武岩柱

桶盤嶼是澎湖群島中玄武岩柱體最大且最具規模的島，玄武岩因風化差異侵蝕的作用，形成蜂巢狀的孔洞，當地人稱為「貓公石」，曾為雅石愛好者的最愛，現已明令禁採。桶盤全由玄武岩紋理分明的石柱羅列環抱而成，柱狀節理之盛，尤居澎湖之最。玄武岩石柱形成的陡峭海崖。但因颱風肆虐，玄武岩石柱有幾處已坍方。每一岩柱高約20公尺，寬約1.5公尺，顏色因氧化變成淺棕色，頂部則風化成球狀構造，所以有海上黃石公園的美譽，是澎湖玄武岩自然保留區的一部份，台灣也正積極的向聯合國申請將桶盤玄武岩列為世界遺產。澎湖桶盤地質公園成立於2008年1月3日。  現行中華民國護照註記頁（第48、49頁）即為桶盤嶼之照片。

## 蓮花座
位於島西南方的海蝕平台上，退潮時看到一個類似小火山口的環狀結構，它的形狀像是一個圓盤，中間長年被海水侵蝕，其中央突起來的岩塊就像是一朵蓮花，當地人稱做是「蓮花台」或是「蓮花座」。

## 相關人物
- 蘇陳綉色
- 蘇育德